# Folke Ripa
Folke Gustaf Axel Ripa, född 22 december 1906 i Ronneby, Blekinge län, död 31 december 1994 i Halmstad, var en svensk militär.
Ripa blev fänrik vid Södermanlands regemente (I 10) i Strängnäs 1930, löjtnant vid Flygvapnet 1936, kapten 1940, major 1944, överstelöjtnant 1947 och överste 1957. Han var chef för flygstabens personalavdelning 1943–1957, Flygvapnets centrala skolor (FCS) i Västerås 1957–1961 och Hallands flygkår (F 14) i Halmstad 1961–1967. Han var också ledamot av hemvärnsrådet 1944–1953.
Folke Ripa var son till apotekaren Oswald Ripa och Alma Bothén. Han var gift första gången 1934–1947 med Sonia Norrman (1911–1996), som var dotter till bankdirektören Ernst Norrman och syster till Holger Norrman, och andra gången från 1951 med kokboksförfattaren Brita Ripa (1912–1994). I första äktenskapet hade han dottern Birgitta (född 1936) och adoptivsonen Claes-Magnus (född 1944).

## Utmärkelser
- Riddare av Svärdsorden, 1946.[4]
- Riddare av Vasaorden, 1948.[5]
- Kommendör av Svärdsorden, 23 november 1961.[6]
- Kommendör av första klass av Svärdsorden, 4 juni 1965.[7]